# Roubaix
Roubaix [ʀuˈbɛ] (niederländisch Robaais, älter Roodebeke) ist eine französische Stadt im Département Nord in der Region Hauts-de-France nahe der belgischen Grenze. In der Vergangenheit erlangte Roubaix als Textilzentrum internationale Bekanntheit. Seit dem Zusammenbruch der französischen Textilindustrie hat die Stadt große soziale Probleme und gilt heute als eine der Städte mit der ärmsten Bevölkerung Frankreichs. Sie bleibt jedoch eine wichtige Ausbildungsstätte für Fachleute in der Textilbranche und hat sich außerdem zu einem national bedeutenden Standort des Versandhandels entwickelt. International bekannt ist die Stadt auch als Ziel des berühmten Radrennens Paris–Roubaix, eines der ältesten und bekanntesten Eintagesrennen der Welt.
Zusammen mit Lille, Villeneuve-d’Ascq und Tourcoing bildet Roubaix einen Ballungsraum mit ungefähr einer Million Einwohnern und ist Teil des Gemeindeverbands Métropole Européenne de Lille. Roubaix selbst hat 99.507 Einwohner (Stand 1. Januar 2022), welche Roubaisiens genannt werden.

## Etymologie
Für die Mehrzahl der Etymologen steht der Name „Roubaix“ für „Bach in der Ebene“. Er lässt sich von den zwei germanischen Worten „Ros“/„Ross“, eine sumpfige oder grüne Ebene beschreibend, und „Bach“/„Bais“ ableiten.
Die Ursprünge der Stadt müssen folglich am fruchtbaren Ufer eines Baches liegen, so zum Beispiel am Riez de Favreuil oder Trichon.
Unabhängig von seiner etymologischen, einstweilen spekulativen Bedeutung ist der Name Roubaix seit dem 9. Jahrhundert historisch gesichert und kommt in zahlreichen Variationen vor. Die beiden am häufigsten genutzten Formen des Stadtnamens während des Frühmittelalters waren Rosbais und Rosbacum.

## Geographie

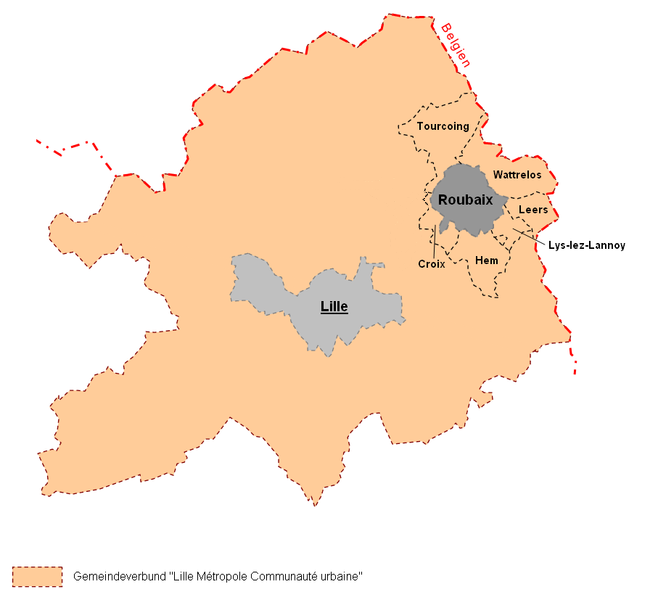
Lage von Roubaix im Gemeindeverbund Lille Métropole Communauté urbaine

### Geographische Lage
Die Stadt liegt in einer sehr flachen Landschaft (30 Meter über NN) in knapp drei bis vier Kilometer Entfernung zur belgischen Grenze am nordöstlichen Rand der Agglomeration um Lille, dem Hauptort des Départements Nord. Nachbargemeinden sind im Nordwesten und Norden Tourcoing, im Nordosten Wattrelos, im Osten Leers, im Südosten Lys-lez-Lannoy, im Süden Hem sowie im Südwesten Croix.
Das Zentrum von Lille liegt über Straßenverbindungen circa zehn bis zwölf Kilometer südwestlich des Stadtzentrums von Roubaix. Die belgischen Städte Tournai (Osten) und Kortrijk (Norden) liegen jeweils ungefähr 22 Kilometer entfernt. Bis zur Hauptstadt Paris sind es 215 Kilometer.

### Geologie
Roubaix liegt in einer in Ost-West-Richtung verlaufenden Synklinale, die nach Süden und Südosten in Richtung Tournai zur aus paläozoischem Kalkstein bestehenden Mélantois-Tournaisis-Antiklinale ansteigt. Die Senke, in der sich Roubaix befindet, besteht vor allem aus Schwemmland holozänischen Ursprungs.
Es flossen nur kleine Wasserläufe wie der Trichon im Stadtgebiet, die durch die Industrialisierung der Stadt im 19. Jahrhundert stark ausgebeutet und kanalisiert wurden. Für eine gesicherte Wasserversorgung der Stadt musste eine Kanalverbindung zwischen der Deûle über die Marque und der Schelde hergestellt werden, die zusätzlich über eine direkte Verbindung nach Lille mit Wasser gespeist wurde.

### Stadtgeographie
Roubaix wuchs im Mittelalter in einem nach Norden ausgerichteten Halbkreis über den historischen Stadtkern hinaus, der um den Platz zwischen der ehemaligen Burg und der Église Saint-Martin lag. Diese südliche Grenzlinie wurde noch bis ins 18. Jahrhundert hinein eingehalten. Die Stadt dehnte sich vor allem nach Norden und Westen weiter aus. Die Industrialisierung und der damit entstandene Bedarf an der Erschließung billiger Grundstücke für Fabriken und Arbeiterwohnungen ließ das Wachstum der Stadt schließlich auch in südliche Richtung fortschreiten.
Im Südosten der Stadt erhebt sich das Terrain leicht an der sogenannten Montagne de Barbieux, die die Ausdehnung der Stadt in dieser Richtung nur unwesentlich verzögerte. Auf der gegenüberliegenden Seite des flachen Hügels entstand die Gemeinde Croix.
Die Bebauung des Stadtzentrums ist aufgrund des mittelalterlichen Ursprungs stark verwinkelt. Eine geometrisch geplante Anlage des Stadtgebietes ist vor allem in den industriellen und ärmeren Arbeitervierteln um den Stadtkern herum zu erkennen.
Das heutige Stadtgebiet wird im Osten (teilweise), Norden und Nordwesten vom um die Stadt führenden Canal de Roubaix begrenzt.

## Geschichte

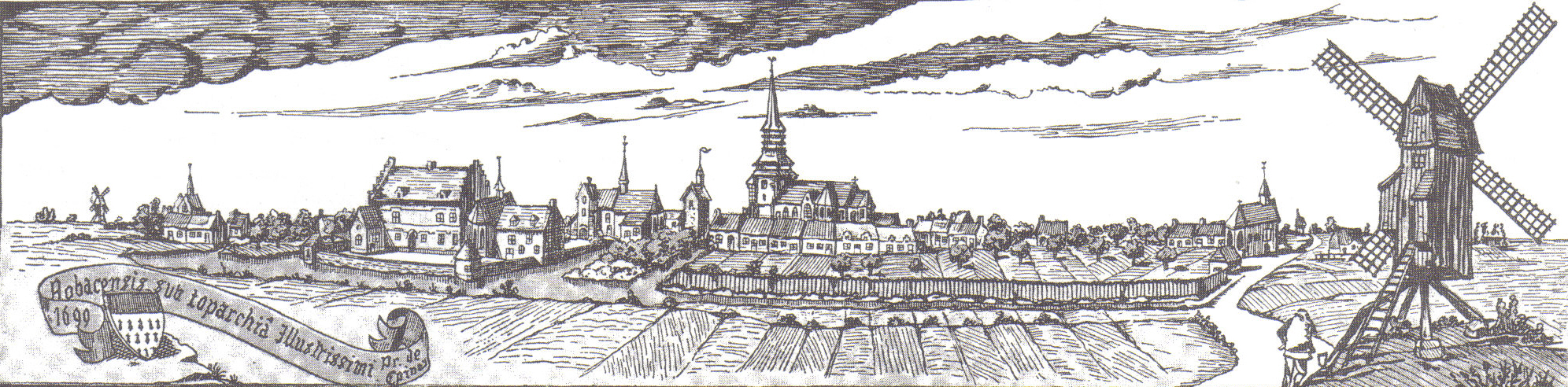
Ansicht der Stadt aus dem Jahre 1699. Links ist die Burg, rechts davon das Hospiz Sainte-Elisabeth und im Zentrum die Kirche Saint-Martin zu erkennen.

Roubaix wurde erstmals im Jahre 863 als Robacum auf einer Karte erfasst. Zu dieser Zeit war die kleine Stadt in Flandern bereits dem Bistum von Tournai angegliedert. Ihr Ursprung reicht jedoch bis in römische Zeit zurück, in der sie als Zentrum einer Vielzahl kleiner Siedlungen zu einem Lehen heranwuchs, das von lokalen Herrschern administriert und ausgebaut wurde.
Roubaix wuchs vor allem im 15. Jahrhundert unter der Regentschaft Pierres von Roubaix zu einer Stadt heran, in deren Kern sich die Burganlage und die alte Kirche Saint-Martin befanden. Ihr Schicksal war eng mit dem Haus Burgund und dem Haus Flandern verbunden.
Nach dem Ende des Hauses von Roubaix im 16. Jahrhundert wurden die Stadt und das umliegende Lehensgebiet durch Heirat von Familie an Familie weitergereicht. Sie blieben jedoch Gegenstand vor allem des flandrischen Interessenbereichs.
Der Grundstein für Roubaix’ industriellen Erfolg während des 19. Jahrhunderts wurde 1469 durch die Verleihung der Rechte zur Textilproduktion und zum Textilhandel durch Karl den Kühnen gelegt. Seit dieser Zeit wuchs die Stadt langsam zu einem regionalen und im Laufe des 19. Jahrhunderts zu einem weltweiten Zentrum der Textilindustrie heran. Aus dieser Blütezeit stammen ihre Beinamen „Manchester des Nordens“ und „Stadt der Tausend Schornsteine“. Die Bevölkerung verfünfzehnfachte sich während ihres industriellen Aufschwungs, der seinen Höhepunkt im Jahre 1911 mit der Ausrichtung einer internationalen Ausstellung der Textilindustrie sowie als Sitz der Wollbörse (heute in Australien) hatte.
Dem wirtschaftlichen Höhepunkt der Jahre der Belle Époque folgte durch die Okkupation im Ersten Weltkrieg ein Einbruch. Vom 14. Oktober 1914 bis zum 17. Oktober 1918 besetzten die Deutschen Roubaix. Sie installierten ein straffes Verwaltungssystem.

„Die Besatzungsmacht beschlagnahmten sämtliche Rohstoffe, ebenso Telefone und Schreibmaschinen. Sie plünderte systematisch alle 250 Fabriken der Stadt und zerstörte, was nicht weggeschafft werden konnte. Die Deutschen wollten auch die verfügbaren Arbeitskräfte abkommandieren. Aber dem stellte sich 1915 der Bürgermeister Jean Lebas entgegen, der daraufhin festgenommen wurde. Von April 1916 an organisierten die Deutschen die Deportation der Zivilbevölkerung: Mehr als 8000 Bürger von Roubaix wurden so zu „freiwilligen Arbeitern“ im Dienste der Besatzer.“

„Der Industrielle Eugène Motte war ebenfalls eine der Personen dieses Widerstandes. Der … ehemalige Bürgermeister der Stadt weigerte sich 1915, für die Deutschen Säcke anzufertigen, welche mit Erde gefüllt zur Befestigung ihrer Schützengräben dienen sollten. „Wir können die Rolle von Kollaborateuren mit dem Feind nicht annehmen. Sie können unseren Besitz beschlagnahmen, aber nicht unsere Menschen.“ Dies brachte ihm die Verhaftung und einen Gefängnisaufenthalt in Deutschland ein, zusammen mit 150 anderen Geiseln aus Roubaix.“

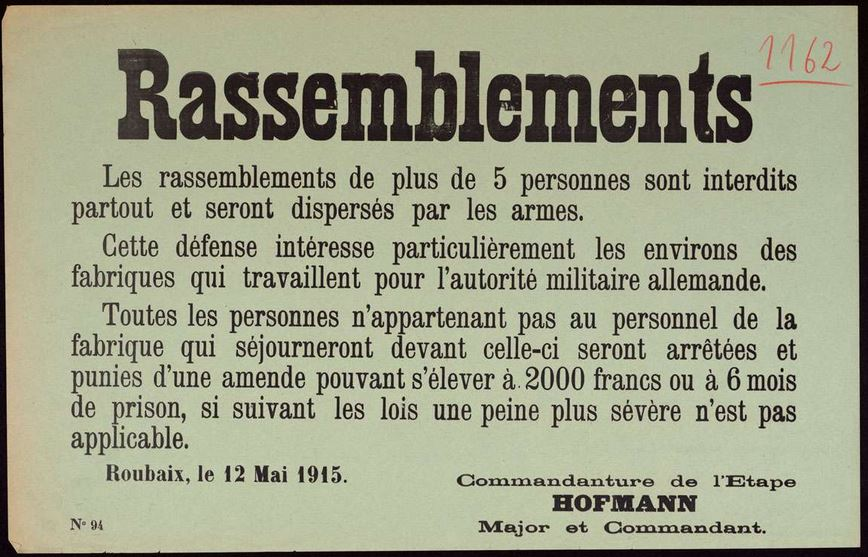
Versammlungsverbot Roubaix 12. Mai 1915

Ein ähnliches Schicksal erlitt Roubaix im Zweiten Weltkrieg. Ein Großteil der Bevölkerung floh vor der heranrückenden deutschen Armee – es verblieben lediglich 15.000 Personen in der Stadt. In der Zeit der Besetzung war Roubaix ein regional wichtiges Zentrum der Résistance. So wurde ihr ehemaliger Bürgermeister Jean-Baptiste Lebas als Mitglied der Résistance festgenommen und starb 1944 in einem deutschen Gefangenenlager.
Es setzte nach den beiden Weltkriegen jedoch ein erneuter Aufschwung ein, der sich bis in die späten 1960er Jahre halten konnte. In den frühen 1970er Jahren begann, bedingt durch billigere internationale Konkurrenz und das Aufkommen synthetischer Fasern, der schnelle Zusammenbruch der französischen Textilindustrie, der erhebliche Arbeitslosigkeit in der gesamten Region nach sich zog.
Ende des 20. Jahrhunderts begann ein Strukturwandel der Stadt. Sie hat sich aus der Krise zu einem regionalen Handelszentrum entwickelt und setzt verstärkt Akzente auf die eigene Geschichte, Kunst und Kultur. Unter dem Motto „la ville renouvelée“ (deutsch: die erneuerte Stadt) werden Stadtverschönerung und -modernisierung in Angriff genommen.
Dennoch ist Roubaix eine der Städte Frankreichs mit der ärmsten Bevölkerung und wird teilweise als „ärmste Stadt Frankreichs“ bezeichnet. 2014 lebten 46 % der Einwohner der Stadt unter der Armutsgrenze, 30 Prozentpunkte mehr als im nationalen Durchschnitt, womit sie unter den 100 französischen Städten mit mehr als 55.000 Einwohnern die Armutsstatistik der französischen Statistikbehörde INSEE anführte. Die Arbeitslosigkeit in der Stadt betrug zu dieser Zeit 27 %.

## Bevölkerung
Roubaix liegt im Département Nord, dem bevölkerungsreichsten Département Frankreichs.
Lange Zeit war Roubaix die bevölkerungsreichste derjenigen Städte Frankreichs, die keine Präfektur eines Départements oder Unterpräfektur eines Arrondissements waren. Es steht diesbezüglich heute (2008) an dritter Stelle hinter Villeurbanne und Montreuil.
| Jahr                       | 1962    | 1968    | 1975    | 1982    | 1990   | 1999   | 2009   | 2021   |
| Einwohner                  | 112.856 | 114.547 | 109.553 | 101.602 | 97.746 | 96.984 | 95.028 | 98.892 |
| Quellen: Cassini und INSEE |         |         |         |         |        |        |        |        |

### Bevölkerungsentwicklung

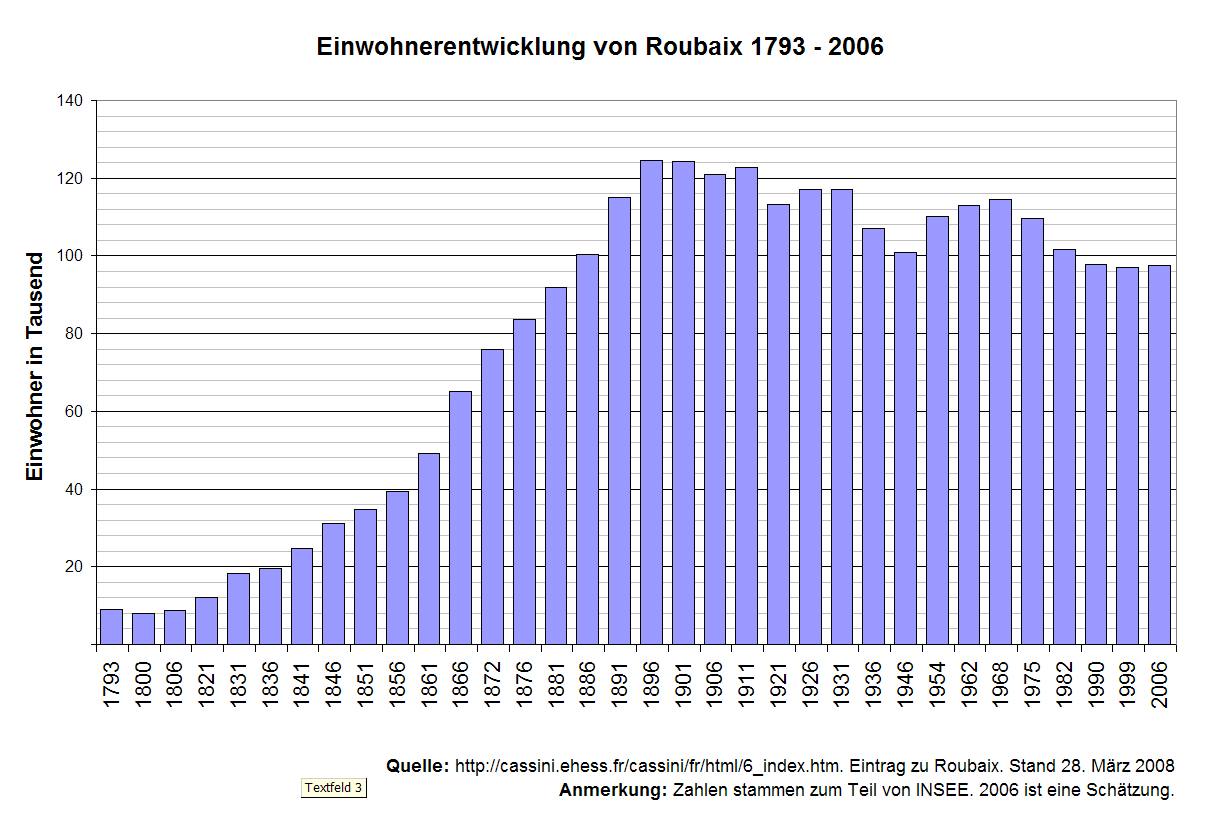
Langfristige Entwicklung

Nachdem Roubaix bis ins späte Mittelalter das Dasein eines Provinzstädtchens geführt hatte, stieg seine Bevölkerung durch die wachsende Bedeutung der regionalen Textilherstellung im 16. und 17. Jahrhundert auf 8.091 Einwohner im Jahr 1800 an. Durch die Errungenschaften der Industrialisierung gab es im 19. Jahrhundert ein starkes Bevölkerungswachstum: Bereits 1842 umfasste die Bevölkerung ungefähr 20.000 Einwohner und überstieg in den 1850er Jahren die 30.000, bis Roubaix schließlich im Jahr 1900 124.000 Einwohner zählte. Die gesetzliche Integrierung der belgischstämmigen Einwohner (circa 50 % der damaligen Stadtbevölkerung) sowie der stetige Zuwachs ausländischer Arbeitssuchender aus ganz Europa und den maghrebinischen Staaten förderte diesen Zuwachs. Die wirtschaftlichen Krisen der Textilindustrie und Kohleförderung während der Zwischenkriegszeit und der 1960er und 1970er Jahre führte zu einer stetigen Abnahme der Bevölkerung.
Das starke Bevölkerungswachstum leitete eine Phase der Urbanisierung und die Bildung einer Agglomeration in der Region zwischen Tourcoing, Roubaix und Lille ein, die 1967 zur Bildung des Gemeindeverbands Métropole Européenne de Lille führte.

### Bevölkerungsstruktur
Roubaix ist aufgrund seiner industriellen Vergangenheit ein wahrer Schmelztiegel des Nordens. Die Grenznähe führte zu einem hohen Anteil flämischer Zuwanderer. Außerdem kamen ab dem 19. Jahrhundert Gastarbeiter aus ganz Europa (vor allem Portugal, Italien und Polen) und nach dem Zweiten Weltkrieg aus dem Maghreb (Französisch-Nordafrika).
In den vergangenen Jahrzehnten stieg auch der Anteil asiatischstämmiger Einwohner.
Der Anteil ausländischer Bürger, der für Menschen mit muslimischer Religionsangehörigkeit von offizieller Seite mit 30 % angegeben wurde, hat sich zu einem bedeutenden politischen und sozialen Thema für die Stadt entwickelt. Es bestehen Schätzungen eines Anteils ausländischer Einwohner von weit über 80 %.

### Sprache
Obwohl die Gegend während ihrer Geschichte mehrfach unter der Herrschaft Flanderns stand (→ siehe auch: Französisch-Flandern), blieb die französische Sprache durchgängig als Alltagssprache erhalten.
Roubaix liegt im Gebiet des picardischen Sprachraumes.
Die französische Sprache ist die im Alltag üblicherweise verwendete Sprache; daneben wird die Ausprägung namens Roubaignot beziehungsweise Ch’ti der Region Lille in Roubaix gesprochen; das Ch’ti beinhaltet, neben eigenen vor allem den Bergbau betreffenden Worten und einer Vielzahl von Unterschieden in der Sprechweise, eine Aussprache des scharfen -s- als -sch-.
Durch die Film-Komödie Willkommen bei den Sch’tis wurde diese Mundart ab 2008 auch in Deutschland bekannt.

## Politik

### Kantone
Roubaix ist Teil des Arrondissements von Lille. Sein kommunales Territorium ist in zwei Kantone aufgeteilt:
- Der Kanton Roubaix-1
- Der Kanton Roubaix-2, mit den Gemeinden Leers und Wattrelos

Roubaix ist außerdem in 27 Viertel (quartiers) aufgeteilt.

### Bürgermeister von Roubaix
Die folgende Liste enthält die Bürgermeister der Stadt seit 1901. Eine vollständige Liste befindet sich unter Liste der Bürgermeister von Roubaix.
| Amtsbeginn                   | Amtsende         | Bürgermeister       | Partei  |
| ---------------------------- | ---------------- | ------------------- | ------- |
| 26. Dezember 1901            | 26. Januar 1902  | Edouard Roussel     | UDR     |
| 26. Januar 1902              | 19. Mai 1912     | Eugène Motte        | FR      |
| 19. Mai 1912                 | 7. März 1915     | Jean-Baptiste Lebas | SFIO    |
| 7. März 1915                 | 21. Oktober 1918 | Henri Therin        |         |
| 21. Oktober 1918             | Juni 1940        | Jean-Baptiste Lebas | SFIO    |
| Juni 1940                    | 17. August 1941  | Fleuris Vanherpe    |         |
| 19. August 1941              | Dezember 1941    | Marcel Guislain     | SFIO    |
| 21. Januar 1942              | 1. Mai 1942      | Alphonse Verbeurgt  |         |
| 22. Mai 1942                 | Juli 1942        | Charles Bauduin     |         |
| 18. Juli 1942 (1945 gewählt) | März 1977        | Victor Provo        | PS      |
| 13. März 1977                | 6. März 1983     | Pierre Prouvost     | PS      |
| 6. März 1983                 | 18. Mai 1994     | André Diligent      | UDF-CDS |
| 28. Mai 1994                 | 13. März 2012    | René Vandierendonck | PS      |
| 22. März 2012                | 30. März 2014    | Pierre Dubois       | PS      |
| 6. April 2014                | —                | Guillaume Delbar    | LR      |

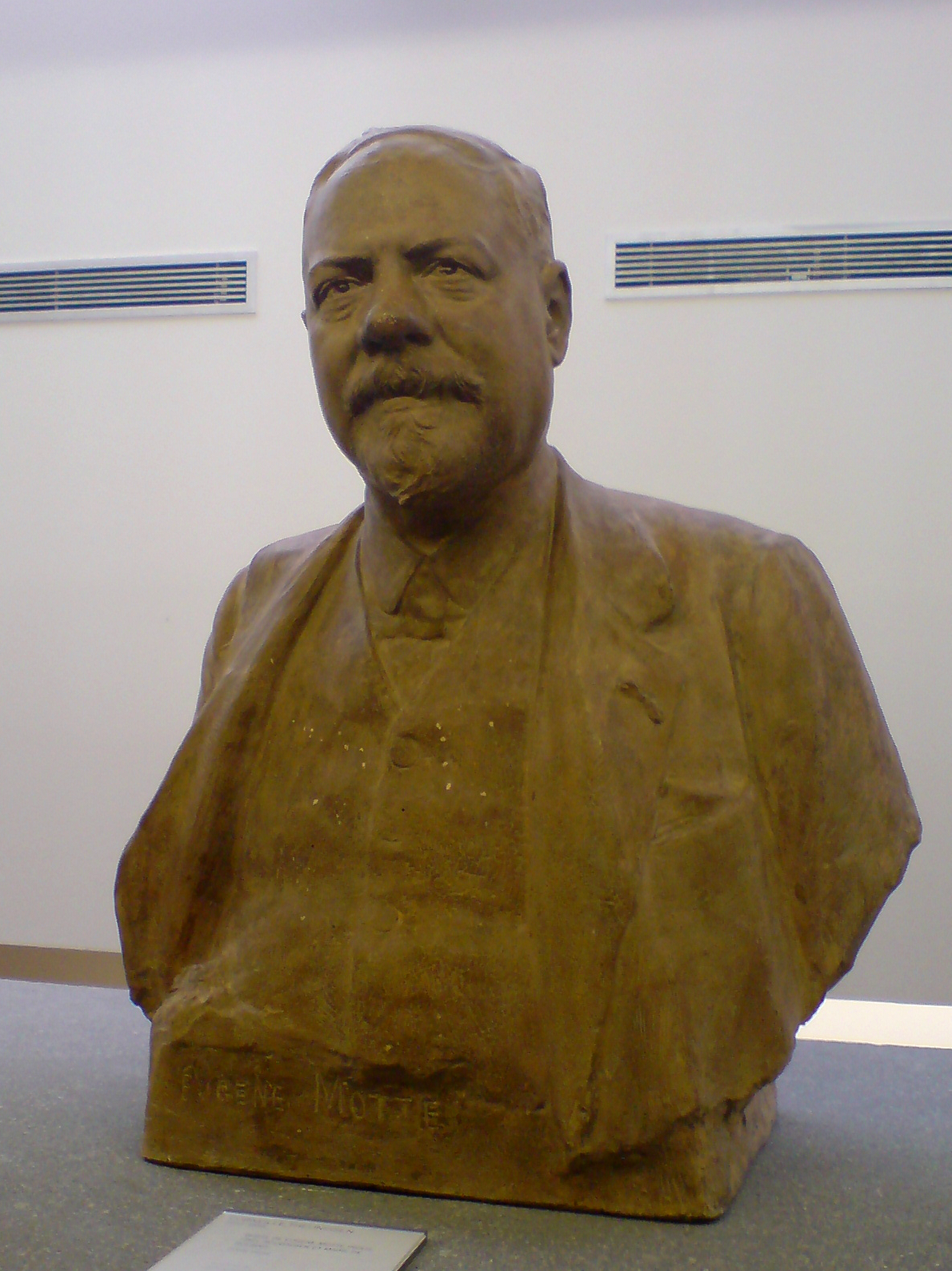
Eugène Motte war einer der bekanntesten Bürgermeister der Stadt

Im März 2008 wurde René Vandierendonck vom Parti socialiste (Liste Roubaix Ensemble) mit 55,43 % der Stimmen im Amt bestätigt. Er setzte sich im zweiten Wahlgang gegenüber den Kandidaten der UMP (26,52 %) und der Grünen (18,06 %) durch.

### Städtepartnerschaften
| - Bradford, Vereinigtes Königreich, seit 1969 - Mönchengladbach, Deutschland, seit 1969 - Verviers, Belgien, seit 1969 - Skopje, Nordmazedonien, seit 1973 | - Prato, Italien, seit 1981 - Sosnowiec, Polen, seit 1993 - Covilhã, Portugal, seit 2000 - Bouira, Algerien, seit 2003 |

- Darüber hinaus hält das „Collège Jeanne D’Arc“ einen jährlichen Austausch mit dem Kolleg St. Thomas in Vechta

Das Goethegymnasium Weißenfels hält einen Austausch mit dem Lycee Boudelaire in Roubaix, der alle zwei Jahre stattfindet.

## Wirtschaft
Die Stadt verdankt ihre Entwicklung der Textilindustrie, deren Bedeutung jedoch seit den 1960er Jahren stark abgenommen hat. Als Folge davon ist die Bevölkerungszahl stark zurückgegangen (siehe Abschnitt Bevölkerung).
Die lokale Wirtschaft begann sich bereits zu Beginn des 20. Jahrhunderts zu verändern und konnte so den wirtschaftlichen Einbruch der späten 60er und 70er Jahre und u. a. durch den neuen Markt des Versandhandels (frz. vente par correspondance, V.P.C.) teilweise auffangen. Roubaix wuchs in diesem Bereich zu einem europaweit bedeutenden Standort heran und brachte Unternehmen wie La Redoute, Auchan und 3 Suisses hervor. Weitere lokal bedeutende Einkaufszentren sind L’Usine und das Designer-Outlet Mac-Arthur-Glen.

## Verkehr

### Verkehrsachsen der Stadt

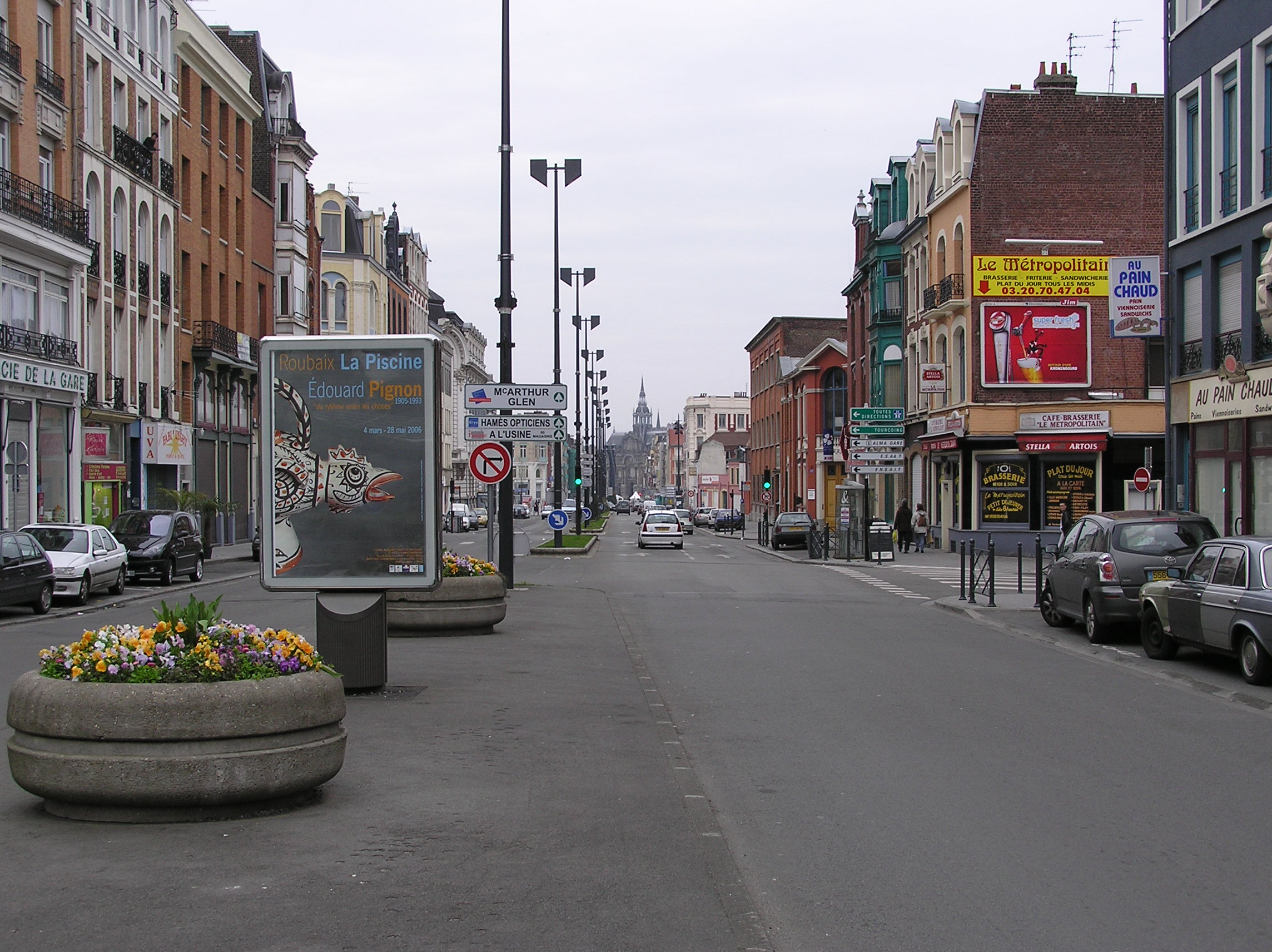
Die Avenue Jean-Lebas verbindet den alten Stadtkern mit dem Bahnhof.

Hauptverkehrsachsen sind in Ost-Südwest-Richtung der Boulevard Gambetta und der Boulevard du Général de Gaulle, der entlang eines alten, jedoch aufgegebenen Kanalbauprojekts entstanden ist. Nach Norden führen die Hauptachsen entlang der Prachtstraßen Avenue Jean-Lebas (Verbindung zum Bahnhof), Avenue des Nations Unis und der Rue de Tourcoing. In südlicher Richtung sind vor allem die drei nahezu parallel verlaufenden Straßen Rue Louis Jouffroy, Rue de Lannoy und Rue Pierre de Roubaix zu nennen. Über die am Kanal entlanglaufende Schnellstraße (frz. voie rapide urbaine), die zur A22 führt, sollen die Hauptverkehrsachsen in Südwest-Richtung nach Lille entlastet werden.
Eine schnelle Verbindung zu den Städten auf belgischer Seite besteht nur über die A22/E17 nach Kortrijk. Tournai ist auf direkter Linie nur über Landstraßen mit Roubaix verbunden.
Die im Norden und Südwesten liegenden Stadtzentren von Tourcoing bzw. Lille sind nicht nur für den Straßenverkehr, sondern auch für den Schienenverkehr richtunggebend. So bestehen entlang dieser Achsen eine Bahnlinie sowie eine Metro- und eine S-Bahnlinie.

### Fernverkehr
Roubaix ist an ein besonders dichtes Netz von Autobahnen angebunden: In Frankreich aus Richtung Süden (Paris, Arras) die A1 und A22, aus Südosten (Valenciennes, Cambrai) die A23, aus Nordwesten (Dunkerque) die A25, in Belgien aus Richtung Nord (Oostende, Brügge) die A17, aus Nordosten (Antwerpen, Gent) die A14 und aus Osten (Brüssel, Tournai) die A8.
Roubaix verfügt über einen Bahnhof (Gare Jean Lebas), der die Stadt an die regional wichtige Verbindung Tourcoing-Roubaix-Lille anbindet und von deren Endpunkten der Zugang zum europäischen Schienennetz ermöglicht wird.

### Nahverkehr
| Richtung                   | Linie 2 (Métro)                       | Linie R (Straßenbahn)              |
| -------------------------- | ------------------------------------- | ---------------------------------- |
| Tourcoing-Centre / CH Dron | Nächste Station: Alsace (Tourcoing)   |                                    |
|                            | Gare Jean-Lebas                       |                                    |
|                            | Roubaix Grand-Place                   |                                    |
| Roubaix Eurotéléport       | Roubaix Eurotéléport                  | Roubaix Eurotéléport               |
|                            | Roubaix Charles de Gaulle             | Alfred Mongy                       |
|                            | Épeule Montesquieu                    | Jean Moulin                        |
|                            |                                       | Hôpital Victor Provo               |
|                            |                                       | Parc Barbieux                      |
|                            |                                       | Bol d'Air                          |
|                            |                                       | Clinique du Parc                   |
| Gare Lille Flandre         | Nächste Station: Croix-Mairie (Croix) | Nächste Station: La Marque (Croix) |

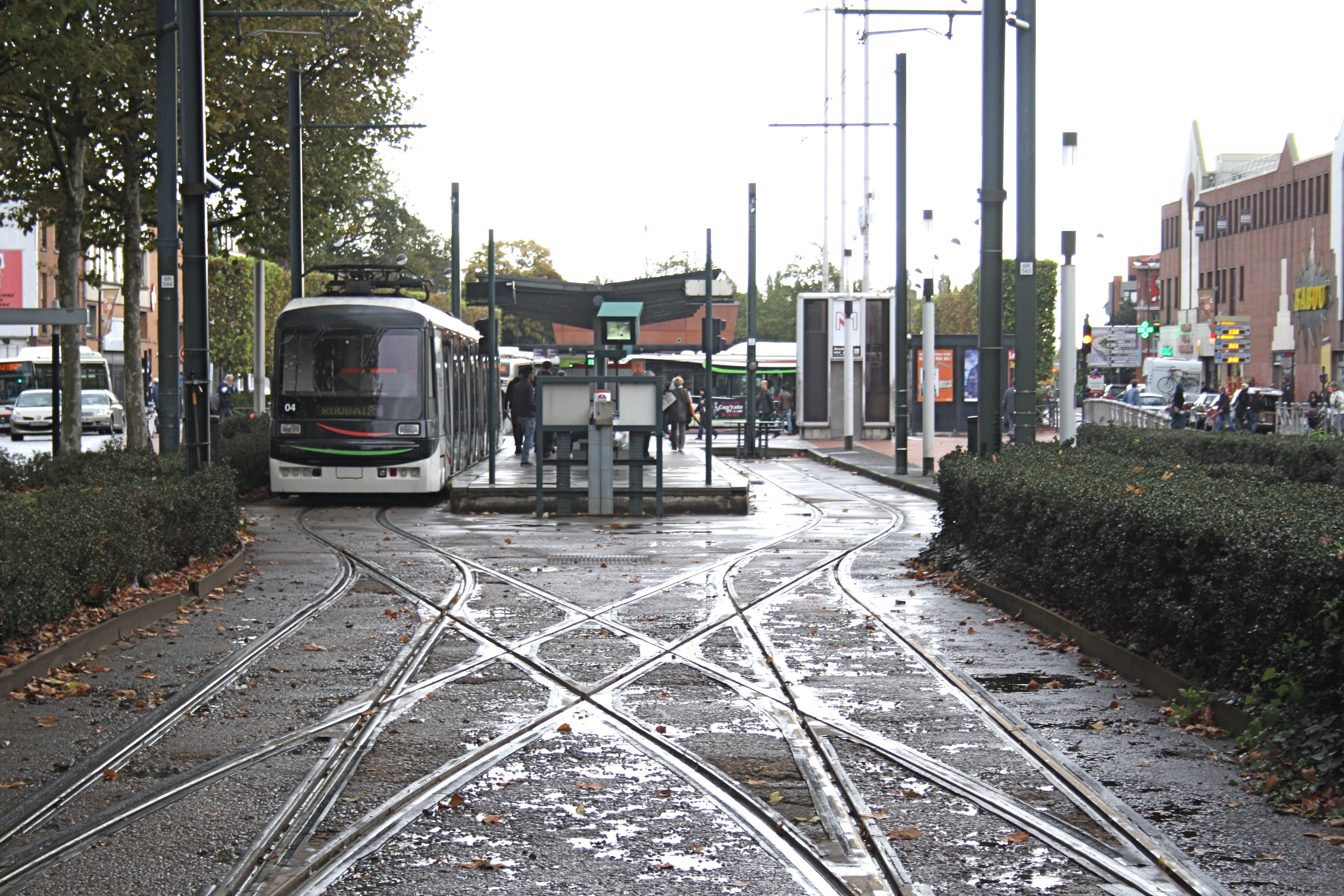
Straßenbahn-Endhaltestelle Roubaix Eurotéléport

Außerdem führt die Métro-Linie 2 durch Roubaix, die sie ebenfalls mit Tourcoing und über Croix und Mons-en-Baroeul mit Lille verbindet, sowie die Straßenbahn-Linie R, die in Roubaix beginnt und in einem S-förmigen Bogen über Wasquehal und Marcq-en-Baroeul nach Lille führt (die Linien 2 und R kreuzen sich in Wasquehal und treffen in den Bahnhöfen Gare Lille Europe und Gare Lille Flandre wieder aufeinander). Die Station Roubaix Eurotéléport am Boulevard Gambetta ist der Knotenpunkt dieser beiden Linien in Roubaix. Der öffentliche Personennahverkehr in der Stadt wird durch das Nahverkehrsunternehmen Transpole abgewickelt.

### Wasserstraßen
In einem Bogen um die Stadt herum führt der Canal de Roubaix, der – finanziert von einem europäischen Programm („Blue Links“) – wiederhergestellt und 2010 für die Schifffahrt wieder freigegeben wurde. Der im 19. Jahrhundert fertiggestellte Kanal hatte bis in die 80er Jahre eine große Bedeutung für die Versorgung der lokalen Industrie mit Rohstoffen und Kohle. Er verbindet Roubaix mit der Schelde im Osten und über die Marque mit der Deûle im Westen.
Der knapp 1,5 km lange Canal de Tourcoing zweigt vom Canal de Roubaix im Nordwesten der Stadt am  Quai des Mariniers unweit des Boulevard de la République in Richtung des Stadtzentrums von Tourcoing nach Norden ab.

## Kultur und Sehenswürdigkeiten
Siehe auch: Liste der Monuments historiques in Roubaix
2001 wurde Roubaix in die Liste der „Französischen Städte und Länder der Kunst und der Geschichte“ aufgenommen.

### Profanbauten
Das Rathaus von Roubaix

Das erste Rathaus der Stadt wurde in einem sanierten Flügel des ehemaligen Krankenhaus Sainte-Élisabeth mit einer Säulenhalle und Kolonnaden eingerichtet. Die Baufälligkeit des mittelalterlichen Gebäudes sowie die wachsenden Anforderungen der Stadtadministration führten zur Errichtung eines Neubaus durch den Architekten Dewarlez im Jahr 1845. 60 Jahre lang hatte das Rathaus hier seinen Sitz. 1869 entstand das „kleine Rathaus“ (frz. petit hôtel de ville) an der Grand’Place gegenüber der Kirche Saint-Martin. Es wurde auf den Überresten des Hospitals Sainte-Élisabeth errichtet.

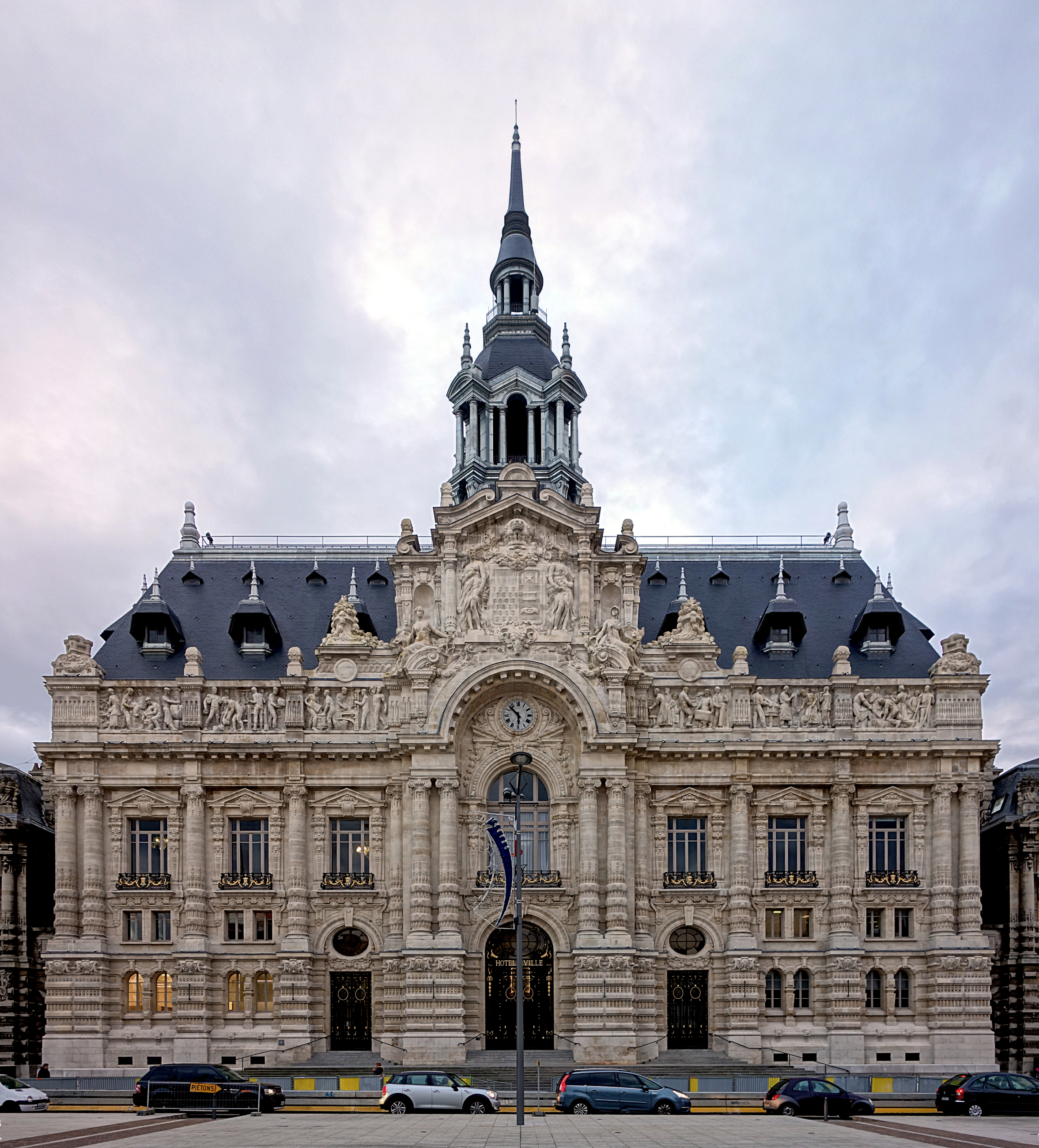
Rathaus

Der Bau eines größeren Rathauses wurde Anfang des 20. Jahrhunderts erwogen. Es wurde ein Übereinkommen mit der Chambre de Commerce (dt. Handelskammer) abgeschlossen, welche ebenfalls nach einem neuen Sitz suchte und seit 1876 in einer hölzernen Baracke untergebracht war.
Der Architekt Ernest Thibeau aus Roubaix entwarf 1903 die Baupläne für das neue Gebäude, die einen Seitenflügel für die Handelskammer auf der Seite der rue du Château vorsahen. Als am 24. November 1907 der Grundstein für das zentrale Rathausgebäude gelegt wurde, konnte die Handelskammer bereits ihren neuen Sitz beziehen.
Wegen seiner schlechten Gesundheit musste Thibeau sich vom Bauprojekt zurückziehen, das Victor Laloux übergeben wurde. Laloux hatte am Bau des Pariser Bahnhofs Orsay und des Rathauses von Tours teilgenommen und gehörte der architektonischen Schule der Beaux-Arts an. Er wurde durch den Architekten Dubois aus Roubaix unterstützt. Acht Monate nach der Übergabe des Projekts im Jahr 1905 präsentierte Laloux einen überarbeiteten Entwurf der Pläne Thibeaus.
Das fertige Rathausgebäude wurde am 30. April 1911 durch den Wirtschaftsminister eingeweiht, der anschließend die Internationale Ausstellung Nordfrankreichs im Parc Barbieux eröffnete. Der damalige Bürgermeister Eugène Motte beschrieb die beeindruckende Fassade während der Einweihungsfeier mit den folgenden Worten:
„Es war unser Anliegen, dass der Fries des Rathauses an alle Körperschaften des Handwerks und des Handels erinnert, die die Symphonie des Gewerbes von Roubaix bilden. Die sechs imposanten Basreliefs die das Rathaus krönen, sind der Spiegel selbst des alltäglichen Lebens der Bewohner. Wollkämmer, Fadenhersteller, Weber, Färber, Schwerarbeiter, Spediteur können sich in diesem Werk aller Bildhauer des Nordens […] wieder erkennen.“
Ein Jahr nach der Einweihung des neuen Rathauses starb Motte und das Amt ging an den Sozialisten Jean-Baptiste Lebas über. Eugène Motte wurde jedoch, wie weitere Persönlichkeiten der öffentlichen Lebens von Roubaix, im Wandgemälde „La charte des Drapiers“ (1914) von Jean Joseph Weerts im Pierre-de-Roubaix-Saal des Rathauses verewigt.
Das Rathaus wurde in den 90er Jahren langwierig restauriert und die Fassade vom Ruß der Industrie- und Verkehrsabgase befreit, um ihren weißen, aus den Steinbrüchen des nordfranzösischen Ortes Lezennes stammenden Stein wieder zum Vorschein zu bringen.
Der Bahnhof

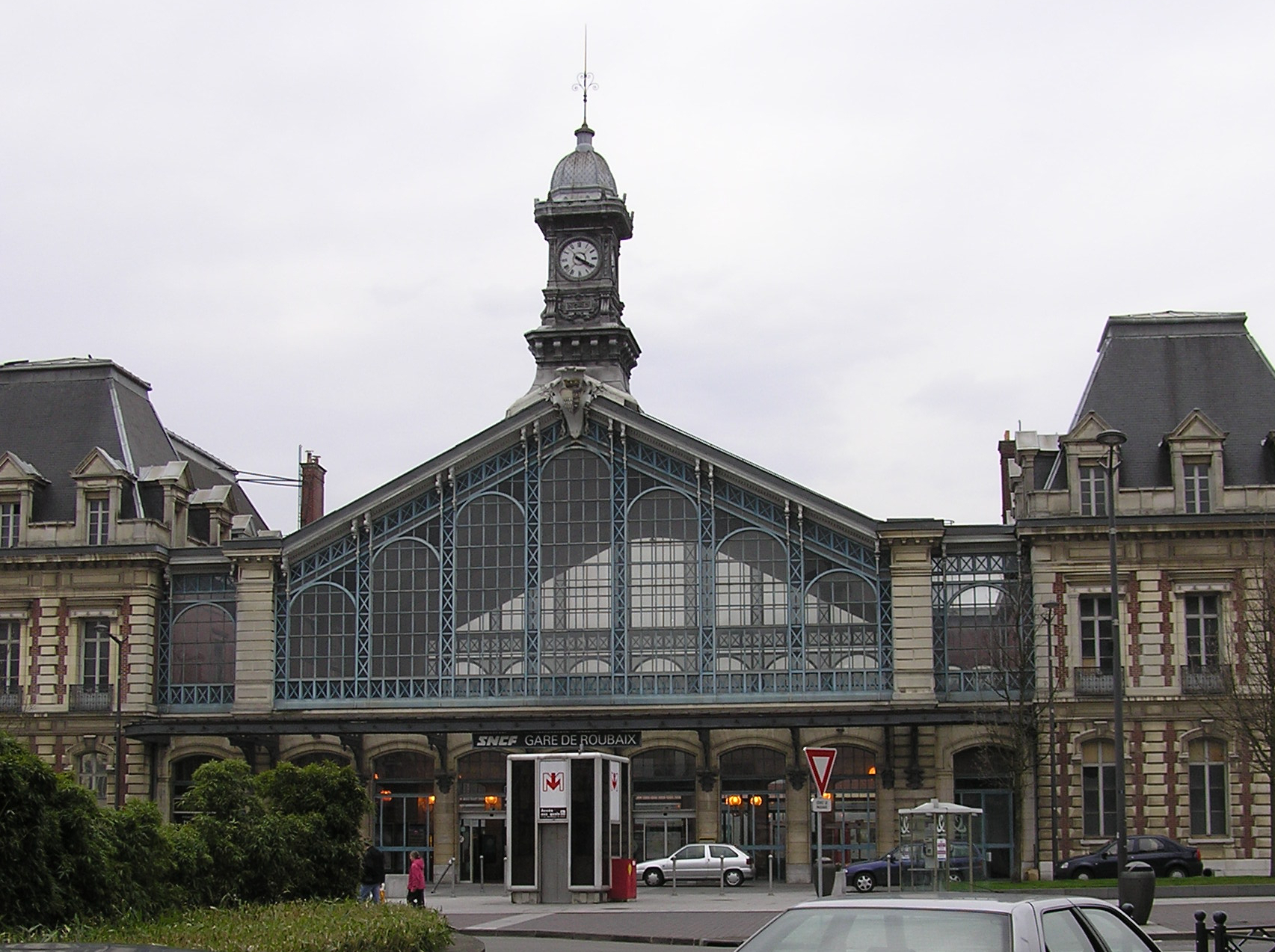
Bahnhof

Der Bahnhof von Roubaix (frz. la gare de Roubaix) wurde am 1. September 1888 eröffnet und gab der schnell wachsenden Stadt neben einer besseren Anbindung an das lokale Schienennetz ein weiteres architekturelles Kunstwerk. Der Bahnhof wurde im kunstvollen flämischen Stil des späten 19. Jahrhunderts (weitere Beispiele sind die Bahnhöfe von Arras (1895) und Tourcoing (1905)) gebaut. Das Bahnhofsgebäude besteht aus einer Haupthalle mit einer Höhe von 17 Metern, deren Vorraum über eine breite, mit Fenstern versehene Front erhellt wird. Auf den Giebel der Halle stützt sich ein zehn Meter hoher Campanile der auf drei Seiten mit Uhren versehen ist. Zu beiden Seiten der Haupthalle befinden sich neoklassische Pavillons. Die Großverglasung auf der Rückseite des Bahnhofs wurde während des Rückzuges der deutschen Truppen im Jahr 1918 zerstört und daraufhin nicht wiederhergestellt.
Langwierige Verhandlungen der Eisenbahngesellschaft mit der Stadt führten dazu, dass im Jahr 1911 eine Straße vom Bahnhof zur Grand'Place gebaut wurde. Diese Achse, die 1946 zur Prachtstraße ausgebaute Avenue Jean-Lebas, dominiert heute noch das alte Zentrum der Stadt.
Der Friedhof von Roubaix

Der Mitte des 19. Jahrhunderts aufgrund der starken Ausdehnung des Stadtgebietes und des enormen Bevölkerungszuwachses im Osten der Stadt angelegte Friedhof beherbergt an die 30.000 Grabstätten. Er ist vor allem wegen seiner über 500 Mausoleen nennens- und sehenswert, da er über die größte Anzahl dieser Grabkapellen in Europa verfügt. Er spiegelt mit seinen reich gestalteten Grabstätten die Blütezeit des Textil- und Handelszentrums des späten 19. und frühen 20. Jahrhunderts wider.
Weitere Bauwerke
- Das Vélodrome im Parc des Sports ist der Zielpunkt des Radklassikers Paris–Roubaix.
- Das Fabrikungetüm des Industriellen Louis Motte-Bossut, in dem sich heute das „Zentrum der Archive für die Welt der Arbeit“ (frz. Centre des archives du monde du travail) befindet, zeigt die Bemühungen, das kulturelle Erbe in das neue Gesicht der Stadt einzubinden.

### Sakralbauten
Kirche Saint-Martin

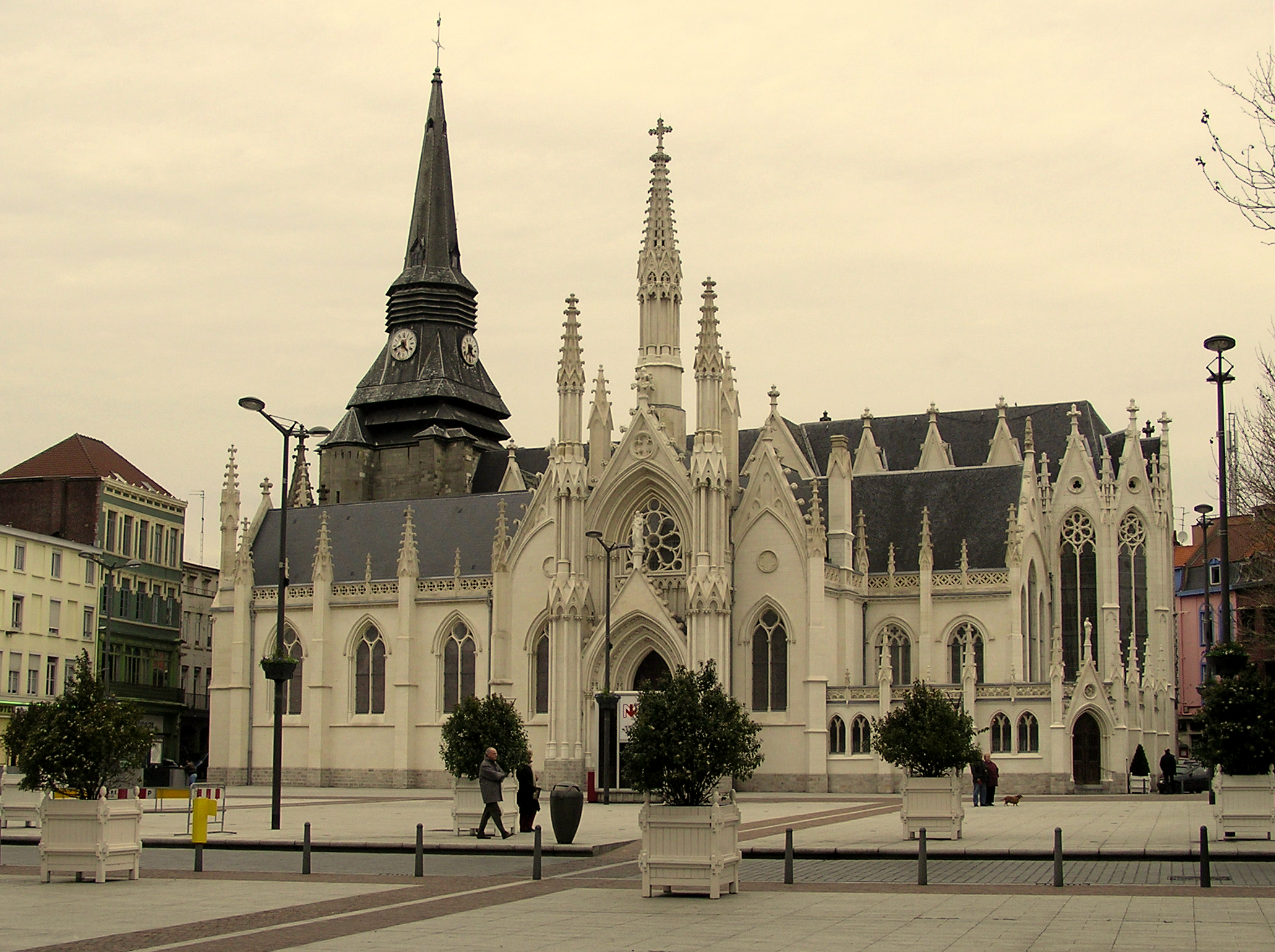
Kirche Saint Martin gegenüber dem Rathaus

Die Église Saint-Martin, an der Grand'Place gegenüber dem Rathaus, ist das älteste Gebäude der Stadt und war lange Zeit die einzige Kirche von Roubaix. Ihre Ursprünge liegen im späten 9. Jahrhundert, jedoch gibt es keine Überreste aus dieser Zeit. Im 14. Jahrhundert wurde das kleine und primitive Kirchengebäude durch eine hallekerk, bestehend aus drei sich ähnelnden Kirchenschiffen, die sich zu einer Halle zusammenschlossen und einen Glockenturm trugen, erweitert. In der Mitte des 19. Jahrhunderts wurde die Kirche unter der Leitung des Architekten Charles Leroy erweitert und umfasst seitdem fünf Kirchenschiffe.
Die Kirche beherbergt ein mehrfarbiges, hölzernes, aus Antwerpen stammendes Altarretabel von Johannes dem Täufer sowie mehrere Grabmäler mit kunstvoll gestalteten Deckplatten, darunter die der ersten Herrscher von Roubaix.
Für die portugiesische Gemeinde Roubaix’ werden Messen auf Portugiesisch angeboten.
Weitere Kirchen

In Roubaix befinden sich außerdem die Kirchen Église Saint-Joseph (Rue de France), die Église Saint-Jean-Baptiste, die Église Saint-François, die Église du Saint-Rédempteur (Quartier du Pile), die Église Saint-Sépulcre (Quartier Epeule) sowie die Kapelle Sainte-Bernadette an der Avenue Alfred Motte.
Für die polnische Gemeinde wurde die Église Notre-Dame de Czestochowa in der Grand-Rue errichtet.
Protestantische Kirchen befinden sich in der Rue des Arts aus dem Jahre 1871, am Boulevard de Reims und in der Rue du Collège.
Weitere religiöse Bauwerke

In Roubaix befinden sich zahlreiche Moscheen der muslimischen Gemeinde. Die größte ist die Moschee La Sunna in der Rue Saint-Maurice. Außerdem findet man die Moscheen Abou Bakr (Place Faidherbe), Da’wa (Rue Archimède), Arahma (Rue d'Anzin) sowie Gebetsräume in der Rue Brame und im Quartier Epeule.
Roubaix beherbergt des Weiteren zwei buddhistische Tempel: Eine laotische Pagode in der Rue de Tourcoing sowie einen Tempel der kambodschanischen Gemeinde. Außerdem befindet sich eine weitere vietnamesische Pagode in der Rue Daubenton.

### Museen

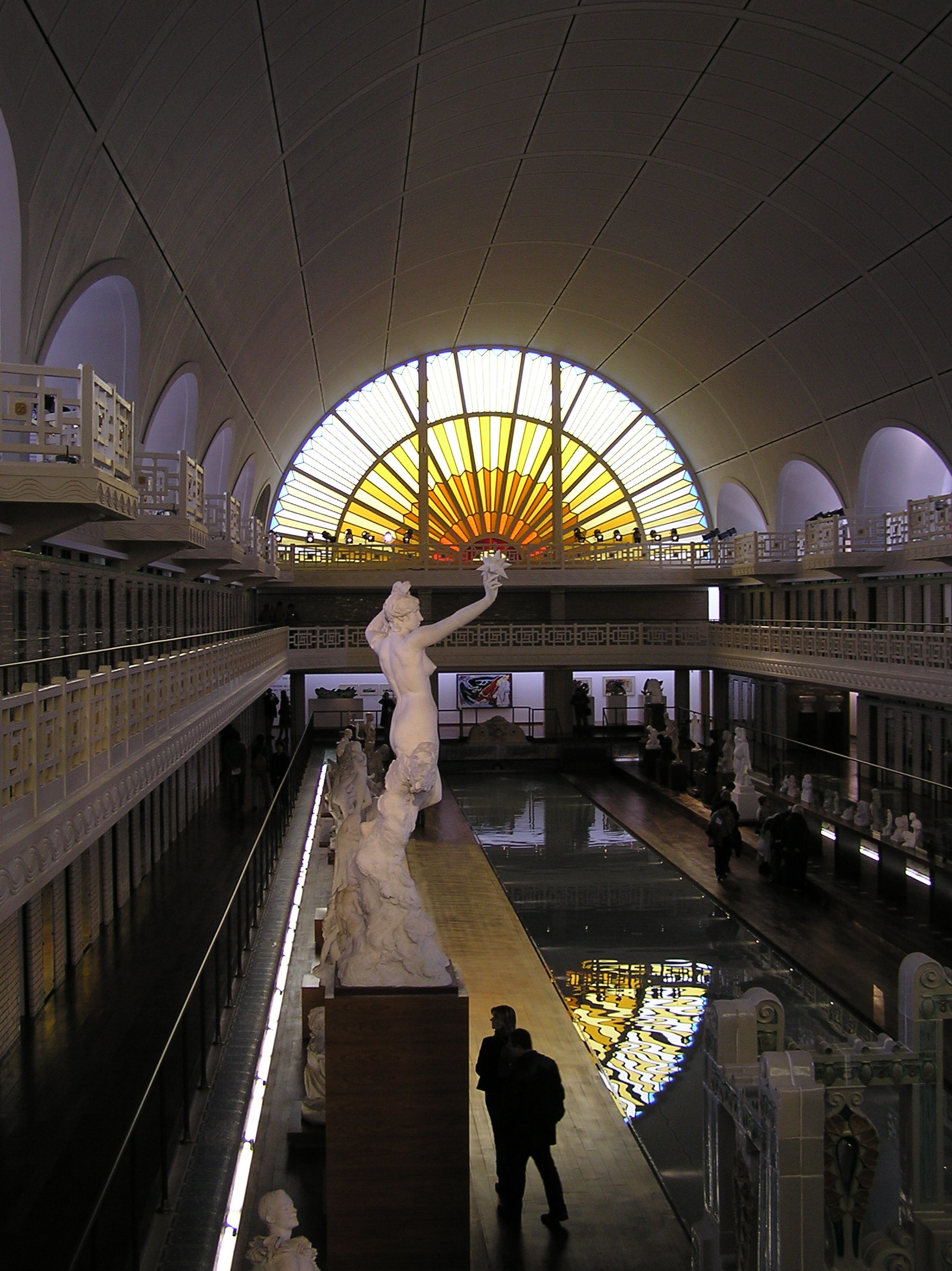
Das Musée d'Art et d'Industrie

Das Musée d'Art et d'Industrie (deutsch: Museum für Kunst und Gewerbe) befindet sich in einem ehemaligen Schwimmbad im Art-déco-Stil und zeigt in seiner Dauerausstellung lokale und überregionale Kunst sowie die Geschichte der lokalen Textilindustrie.
Das Musée du Jaquard, das in der Manufacture des Flandres der ehemaligen Craye S.A. entstanden ist, ermöglicht einen Einblick in die Textilherstellung vom späten 19. bis ins späte 20. Jahrhundert. Die Craye S.A. war vor allem für die Herstellung von Jaquardstoffen bekannt und belieferte unter anderem Christian Dior. Besucher erfahren auf einer geführten Besichtigung Wissenswertes über den Aufschwung Roubaix' zum Textilzentrum, deren beteiligte Protagonisten, die Arbeitsbedingungen in jener Zeit, die Rolle der Immigranten in der Textilindustrie und die Veränderung des Stadtbildes.

### Denkmäler
- Das Denkmal für die im Zweiten Weltkrieg gefallenen Mitglieder der Résistance in Roubaix.
- Das Denkmal für den Industriellen, Abgeordneten und bekannten Bürgermeister der Stadt, Eugène Motte (1860–1932) gegenüber dem „Zentrum der Archive für die Welt der Arbeit“. Ein Modell des Denkmals befindet sich unter den Ausstellungsstücken im Museum für Kunst und Gewerbe.

Es befinden sich weitere Denkmäler auf dem Friedhof von Roubaix, darunter eines für die Toten von Arbeitsunfällen und eines für die Toten der beiden Weltkriege.

### Parks und Grünanlagen

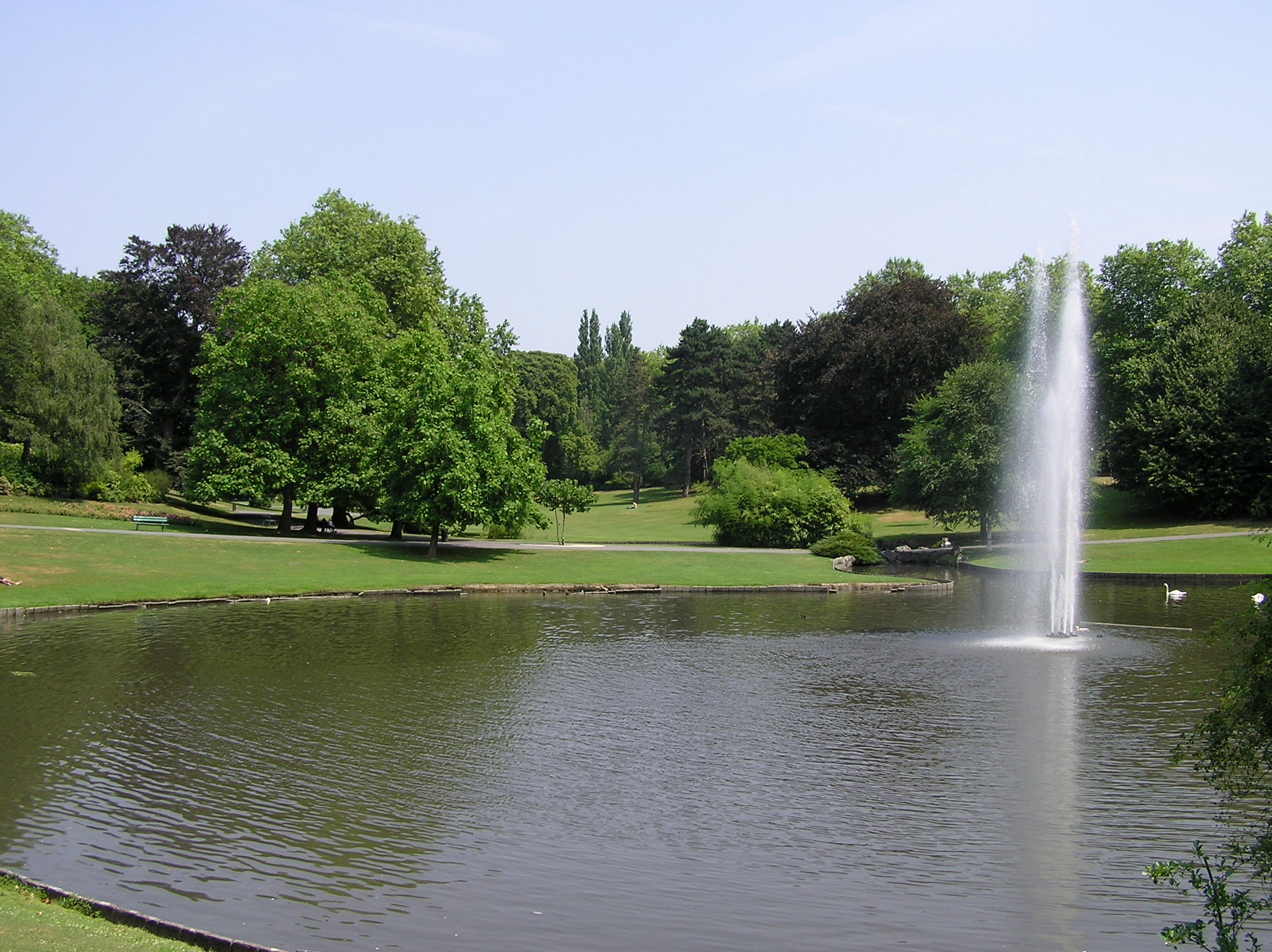
Blick von der Avenue du Peuple Belge auf den nördlichen Teil des Parc Barbieux

Roubaix wurde 2002 vom Conseil national des villes et villages fleuris mit vier Blumen ausgezeichnet und so in die Liste der villes et villages 4 fleurs aufgenommen. Außerdem gewann die Stadt im selben Jahr mit dem vielfältigen und umfassenden Baumbestand des Parc Barbieux den Grand Prix National de l'Arbre.
Der Parc Barbieux ist die grüne Lunge der Stadt. Auf einer Fläche von 34 Hektar finden sich zahlreiche Pflanzen- und Tierarten. Entlang einer Seenlandschaft verlaufen schön gestaltete Promenaden. Der Parc Barbieux ist ab 1878 aus einer Tunnelbaustelle für den Canal de Roubaix entstanden. Er ist die größte städtische Parkanlage Frankreichs nördlich von Paris.
Außerdem finden sich in der Stadt viele kleinere Parks und Grünanlagen. So zum Beispiel der Parc du Nouveau Monde im Quartier de l’Hommelet mit einer Fläche von 4,5 Hektar, der zahlreiche exotische Pflanzenarten beherbergt sowie Pflanzen, die früher zur Textilfärbung verwendet wurden. Oder der ehemalige Klostergarten Square de la Visitation, der auf einer Fläche von 13.000 m², von den hohen Backsteinmauern eines Altersheimes umgeben ist, jedoch für jeden offensteht.
Mit dem Jardin Chlorophylle verfügt Roubaix über eine pädagogische Gartenanlage, in der den Besuchern verschiedene Pflanzenarten und der Naturschutz nahegebracht werden.
Weitere Grünanlagen
- Der Square Catteau (13.500 m²) am Gericht
- Der Parc du Brondeloire (3 Hektar) im Stadtviertel Epeule im Westen der Stadt
- Der Parc Cassel (14.200 m²) im Stadtviertel Alma mit vorwiegend regionalem Pflanzenbestand
- Der Square Destombes (10.500 m²)
- Der Squares de Carihem (4.800 m²)
- Der Squares de la Potennerie (10.000 m²)

### Medien
Durch die unmittelbare Nähe und enge Verknüpfung der Städte des Ballungsraumes Lille werden zahlreiche Printmedien aus dem Hauptort des Départements auch in Roubaix gelesen. Dazu gehören z. B. La Voix du Nord Pays du Nord oder Liberté Hebdo sowie weitere Zeitungen und Zeitschriften mit regionalem Bezug.
Die aus Roubaix stammenden Tageszeitung Nord Éclair (ursprünglich Journal de Roubaix) hat ihren Sitz in der Rue du Général Sarrail. Sie wurde 1856 auf Initiative des Druckereibesitzers Alfred Reboux als katholische Tageszeitung gegründet. Am 5. September 1944 erschien die erste Ausgabe unter dem heutigen Namen; sie dehnte ihr Redaktionsgebiet im Laufe der 60er und 70er Jahre auf die gesamte Region und bis über die belgische Grenze hinaus (1961 in Tournai) aus. 1993 übernahm der Nord Eclair die Tageszeitung Nord Matin und dessen Leserschaft. 2000 wurde der Nord Eclair in die Mediengruppe La Voix du Nord integriert.

### Sport

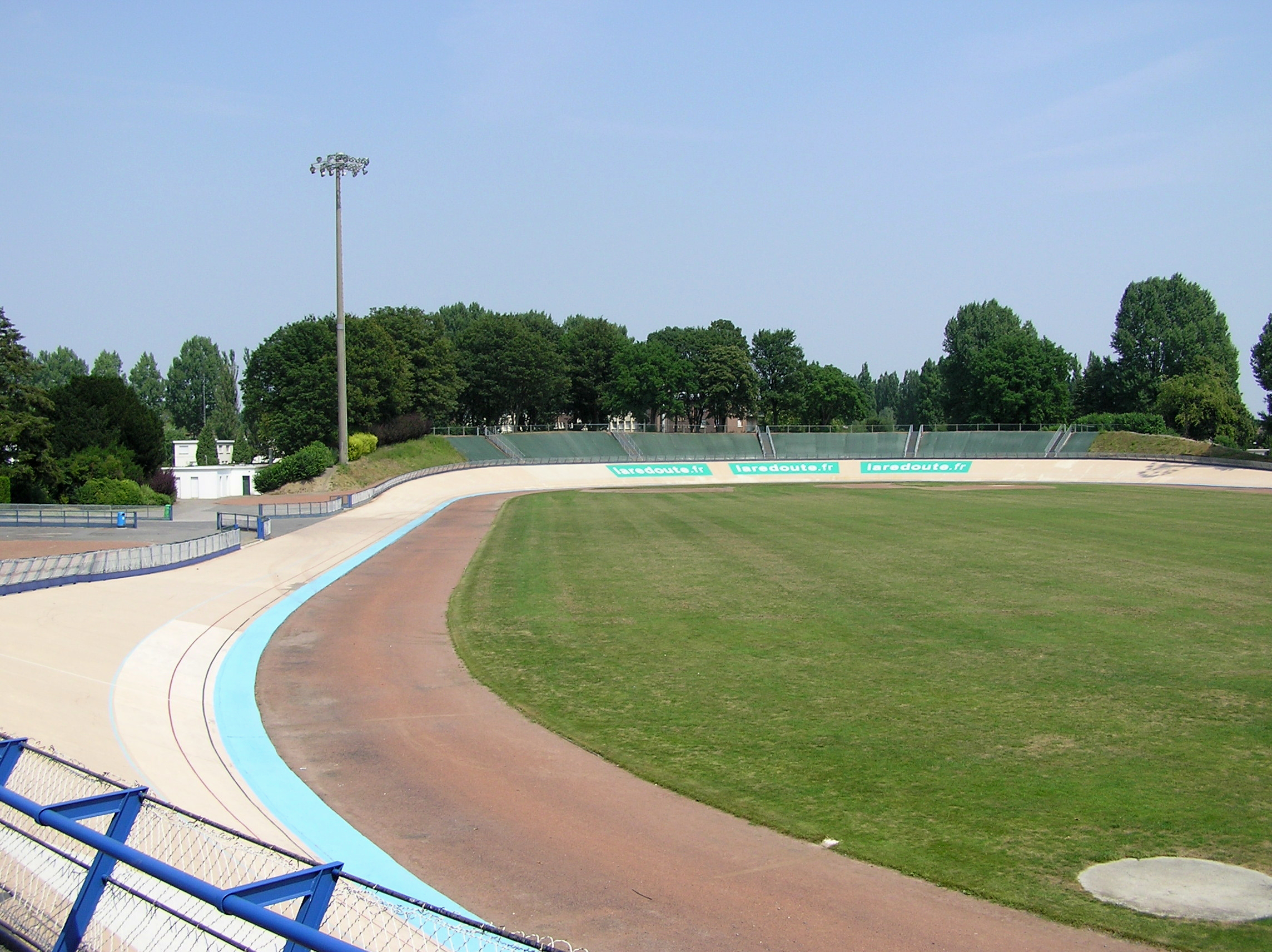
Das Vélodrome, in dem das Radrennen Paris-Roubaix endet

Roubaix ist in sportlicher Hinsicht vor allem aus dem Radsport bekannt. Die Radrennbahn von Roubaix (Vélodrome im Parc des Sports) ist jeweils das Ziel von Paris–Roubaix, einem der ältesten und berühmtesten „Eintagesklassiker“ der Welt. Roubaix brachte vor allem in diesem Sport erfolgreiche Athleten hervor. So z. B. Charles Crupelandt (1886–1955), der aus der „Hölle des Nordens“ zweimal als Sieger hervorging. Seit 2007 ist die Stadt Roubaix Sponsor des Continental Teams Roubaix Lille Métropole.
Der Fußball hatte in Roubaix ebenfalls seine Höhepunkte. Heutzutage (2008) befindet sich kein Fußballverein aus der Stadt mehr in einer der sechs höchsten Ligen Frankreichs, aber zwischen 1900 und 1950 war die Stadt eine der Hochburgen des französischen Fußballs: Racing Club, Excelsior AC und CO Roubaix-Tourcoing holten Titel in Meisterschaft und Pokal in die Stadt. Im Jahr 1933 standen sich mit Excelsior und Racing zwei Mannschaften aus Roubaix im Pokalfinalspiel in Paris gegenüber – Excelsior ging daraus als Sieger hervor.
Auch im Rudersport konnte Roubaix in der Vergangenheit Erfolge erzielen. So gelang es dem Vierer mit Steuermann des Ruderclubs Cercle de l’Aviron de Roubaix, bei den Ruderwettbewerben der Olympischen Spiele im Jahr 1900 die Goldmedaille zu gewinnen.

## Bildung
Die Stadt verfügt über einige weiterführende Einrichtungen; hinzu kommen zahlreiche Bildungsangebote in der nahen Umgebung, insbesondere in den Universitätsstädten Lille, Villeneuve-d’Ascq sowie auf belgischer Seite Courtrai.
Die EDHEC Business School (École des Hautes Etudes Commerciales du Nord) zählt zu den führenden Wirtschaftshochschulen Frankreichs und liegt in der Spitzengruppe der Grandes Écoles.
Die Textil-Hochschule École nationale supérieure des arts et industries textile (ENSAIT), im 19. Jahrhundert als Ecole nationale des arts et industries gegründet, setzte sich im Laufe der Jahre gegenüber zwei weiteren Instituten der Textilindustrie, dem Institut technique de Roubaix (ITR, seit 1885) und dem Institut Turgot (seit 1879), durch. Das ITR ließ sich in Villeneuve-d’Ascq nieder und benannte sich in ESTIT um. ENSAIT bildet heutzutage ungefähr 65 % der französischen Textilingenieure aus.
In unmittelbarer Nachbarschaft zur ENSAIT befindet sich die technische Fachhochschule École supérieur des arts appliqués et du textile (ESAAT). Diese staatliche Einrichtung wird von einer Zweigstelle der privaten internationalen Modeschule ESMOD am Boulevard du Général Leclerc ergänzt.
Außerdem haben sich mehrere Institute der Universitäten Lille II (Droit et Santé) und Lille III (Université Charles de Gaulle) mit Schwerpunkt Informations- und Kommunikationstechnik in der Stadt niedergelassen.
Das am 30. September 1956 eingeweihte und 1973 nach dem aus Roubaix stammenden Schriftsteller Maxence Van der Meersch benannte Lycée Maxence Van Der Meersch verfügt über einen normalen sowie über einen technischen gymnasialen Zweig (Bac SLT) mit der Ausbildungsrichtung Biologie. Der Schulkomplex ist auch, nicht nur aufgrund der unmittelbaren Nachbarschaft zum Vélodrome, stark in der sportlichen Nachwuchsarbeit – vor allem im Radsport – engagiert.

## Persönlichkeiten

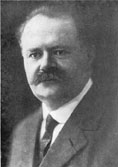
Jean-Baptiste Lebas

- Jean Alavoine (1888–1943), Radsportler
- Bernard Arnault (* 1949), Unternehmer und Milliardär
- Georges Beaucourt (1912–2002), Fußballspieler
- Marie-Christine Blandin (* 1952), Politikerin der französischen Grünen und Senatorin
- Léon Bogart (1889–1953), Turner
- Alain Bondue (* 1959), Radsportler
- Agnello van den Bosch OFM (1883–1945), belgischer Ordensgeistlicher, im KZ Dachau umgekommen
- Fernand Carton (1921–2019), Linguist, Phonetiker und Dialektologe
- Étienne Chatiliez (* 1952), Filmregisseur und Drehbuchautor
- Charles Crupelandt (1886–1955), Radrennfahrer und zweimaliger Gewinner des Paris–Roubaix-Rennens
- Stanislas Dehaene (* 1965), Neurowissenschaftler und Professor am Collège de France
- Georges Delerue (1925–1992), Filmkomponist
- Arnaud Desplechin (* 1960), Filmemacher
- Raymond Dubly (1893–1988), Fußballnationalspieler
- Alphonse Eggremont (1888–1914), Turner
- Yvonne Furneaux (1926–2024), Schauspielerin
- Paul Germain (1875–?), Turner
- Achille Glorieux (1910–1999), Erzbischof und Diplomat
- Raymond Guiot (1930–2025), Flötist und Komponist
- Pierre Jansen (1930–2015), Komponist
- Prudent Joye (1913–1980), Leichtathlet
- Justin-Noël Kalumba (* 2004), französisch-kongolesischer Fußballspieler
- Anthony Knockaert (* 1991), Fußballspieler
- Jean-Baptiste Lebas (1878–1944), Bürgermeister der Stadt und Kämpfer der Résistance
- Philippe Lefebvre (* 1949), Organist
- Fantine Lesaffre (* 1994), Schwimmerin
- René Libeer (1934–2006), Boxer
- André Loucheur (1910–1998), römisch-katholischer Ordensgeistlicher und Bischof von Bafia
- Louis Loucheur (1872–1931), Politiker und Mitbegründer des heutigen Unternehmens Vinci
- Georges Malfait (1878–1946), Leichtathlet
- Élie Bourgois (1881–1946), Turner
- Martial Mbandjock (* 1985), Sprinter
- Octave Merlier (1897–1976), Neogräzist
- Eugène Motte (1860–1932), bedeutender Industrieller und Bürgermeister der Stadt
- Ghislain Muller (* 1950), Jazzmusiker
- Gérard Mulliez (* 1931), Unternehmer und Manager
- Vianney Mulliez (* 1963), Unternehmer und Manager
- Moussa Niakhaté (* 1996), Fußballspieler
- Idir Ouali (* 1988), französisch-algerischer Fußballspieler
- Pierre Pflimlin (1907–2000), promovierter Jurist und Politiker
- Jacques Pollet (1922–1997), Autorennfahrer
- Réda Rabeï (* 1994), Fußballspieler
- Antoine Roussel (* 1989), Eishockeyspieler
- Émile Sartorius (1885–1933), Fußballspieler
- Raymond Schmittlein (1904–1974), General und Politiker
- Laurent Tirard (1967–2024), Drehbuchautor und Filmregisseur
- Maxence Van der Meersch (1907–1951), Schriftsteller
- Marie Léonie Vanhoutte (1888–1967), Widerstandskämpferin und Geheimagentin während des Ersten Weltkriegs
- Marcel Verfaillie (1911–1945), Kommunist und ein Widerstandskämpfer gegen den Nationalsozialismus im Zweiten Weltkrieg
- Gaby Verlor (1921–2005), Chansonnière und Komponistin
- Théodore Vienne (1864–1921), Sportfunktionär, Industrieller, Sportveranstalter, Mäzen und Sportjournalist
- Aubert Winsingues (1906–1932), Radrennfahrer